# Iermólovka (Penza)
|  | Per a altres significats, vegeu «Iermólovka». |

Iermólovka (Ермоловка en rus) - és un poble de l'óblast de Penza, a Rússia, el 2005 tenia 2.505 habitants.